# Vogel Peak
Der Vogel Peak ist ein 1350 m hoher Berg im Südosten Südgeorgiens. In der Salvesen Range ragt er 2,5 km südöstlich des Ross-Passes auf.
Eine von Carl Schrader angeführte Mannschaft benannte ihn im Zuge des Ersten Internationalen Polarjahres (1882–1883) als Matterhorn wegen seiner Ähnlichkeit zu seinem berühmten Schweizer Pendant. Das UK Antarctic Place-Names Committee nahm 1957 eine Umbenennung vor. Neuer Namensgeber ist der deutsche Physiker und Meteorologe Peter Vogel (1856–1915), der bei der deutschen Expedition als Schraders Stellvertreter fungiert hatte.